# Jerry Supiran
Jerry Supiran (Arcadia, 21 marzo 1973) è un attore statunitense.

## Biografia
È conosciuto soprattutto per il ruolo di Jamie Lawson nel telefilm Super Vicki, girato tra il 1985 e il 1989 e andato in onda in Italia nei primi anni '90 su Canale 5. Dopo la cancellazione del telefilm, Supiran non ha più preso parte a programmi televisivi, radiofonici o produzioni cinematografiche.
Per qualche anno è circolata una leggenda metropolitana secondo la quale Jerry aveva intrapreso la carriera di cantante, diventando il leader della band The Smashing Pumpkins con il nome d'arte di Billy Corgan. Questa voce è però smentita dalla differenza di età tra Supiran e Corgan. Infatti, Corgan aveva 18 anni durante la prima stagione di Super Vicki, e gli sarebbe quindi stato impossibile interpretare il ruolo di un bambino nel telefilm.

## Filmografia

### Televisione
- Galactica (Galactica 1980) – serie TV, 4 episodi (1980)
- La casa nella prateria (Little House on the Prairie) – serie TV, episodio 8x11 (1981)
- Con affetto, tuo Sidney (Love, Sidney) – serie TV, episodio 1x12 (1982)
- I predatori dell'idolo d'oro (Tales of the Gold Monkey) – serie TV, episodio 1x10 (1982)
- CHiPs – serie TV, episodio 6x08 (1982)
- Archie Bunker's Place – serie TV, episodio 4x16 (1983)
- Lottery! – serie TV, episodio 1x05 (1983)
- Bravo Dick (Newhart) – serie TV, episodio 2x03 (1983)
- Trapper John (Trapper John, M.D.) – serie TV, episodio 5x16 (1984)
- Saranno famosi (Fame) – serie TV, episodio 3x24 (1984)
- A cuore aperto (St. Elsewhere) – serie TV, episodio 3x07 (1984)
- Super Vicki (Small Wonder) – serie TV, 94 episodi (1985–1989)
- Autostop per il cielo (Highway to Heaven) – serie TV, episodio 2x14 (1986)
- Mr. Belvedere – serie TV, episodio 5x04 (1988)

## Premi e riconoscimenti
- 1985: Young Artist Award - Best Young Actor in a Family Film Made for Television per Policewoman Centerfold
- 1986: Young Artist Award - Best Young Actor Starring in a New Television Series per Small Wonder
- 1987: Young Artist Award - Exceptional Performance by a Young Actor Starring in a Television Comedy or Drama Series per Small Wonder
- 1988: Young Artist Award - Exceptional Performance by a Young Actor in a Television Comedy Series per Small Wonder